# Szabó József Andor
Szabó József Andor (Marosvásárhely, 1964. augusztus 22. –) erdélyi magyar származású állatorvos, politikus, magyarországi országgyűlési képviselő. 

## Életpályája

### Iskolái
1970–1978 között az általános iskolát szülővárosában járta ki. 1978–1982 között a marosvásárhelyi Bolyai Farkas Gimnáziumban matematika-fizika szakán tanult. 1983–1989 között a Kolozsvári Agrártudományi és Állatorvosi Egyetem állatorvos szakán tanult. 1991–1994 között a Janus Pannonius Tudományegyetem Közgazdaságtudományi Karának marketing-közgazdász szakán tanult. 1996–1998 között elvégezte a Budapesti Közgazdaságtudományi Egyetem Századvég Politikai Iskoláját.

### Pályafutása
1990–1992 között Kőhalmon állatorvosként praktizált. 1992–1996 között a somogyfajszi Termelő és Értékesítő Faluszövetkezetben szakágazatezető volt. 1996-tól a rinyaszentkirályi Somogyi-Galtes Szarvasfarm Kft. ügyvezető igazgatója. 2008–2014 között a bukaresti magyar konzulátus nagykövetségének agrárattaséja volt. 2022-től a Tapolcai Járási Hivatal Élelmiszerlánc-biztonsági és Állategészségügyi Osztály vezetője.

### Politikai pályafutása
1990-től a Fidesz tagja. 1994–1998 között kaposvári önkormányzati képviselő volt. 1994-ben és 2006-ban országgyűlési képviselőjelölt volt. 1998–2000 között az EU-csatlakozási és külkereskedelmi albizottság tagja, 2000–2002 között elnöke, 2002–2006 között ismét tagja volt. 1998–2006 között országgyűlési képviselő (Kaposvár) volt. 1998–2006 között a Mezőgazdasági bizottság tagja volt. 2002–2006 között az Erdészeti albizottság tagja volt. 2002–2006 között a Somogy Megyei Közgyűlés tagja volt.

## Családja
Szülei: Szabó József és Kovács Éva. 1992-ben házasságot kötött Hornung Edittel. Két fiuk született: Dániel (1992–) és Ákos (1996–).